# آندرانیک زهرابیان
آندرانیک آتومی زُهرابیان (ارمنی: Անդրանիկ Ատոմի Զոհրաբյան؛ زادهٔ ۱ مهٔ ۱۹۹۶ - ۲ آوریل ۲۰۱۶) یک فرد نظامی اهل ارمنستان بود.

## زندگی‌نامه
در ۱ مهٔ ۱۹۹۶ در ودی به دنیا آمد . وی در ۲ آوریل ۲۰۱۶ سن ۱۹ سالگی در استان مارتاکرت در جریان جنگ چهار روزه در هنگام دفاع از پست نظامی ۱۱۶ام منطقه پنجم دفاعی به همراه همرزمانش سرگرد آرمناک اورفایان، گروهبان روبرت آباجیان و سرباز وظیفه کیارام سلویان کشته شد. وی همچنین برنده عنوان قهرمان آرتساخ و صلیب رزمی درجه یک شده است. 

## نشان‌ها
| کشور          | نشان          | نشان             | تاریخ |
| ------------- | ------------- | ---------------- | ----- |
| جمهوری آرتساخ |               |                  |       |
|               | قهرمان آرتساخ | ۲۰۲۲ (پس از مرگ) |       |

## نگارخانه

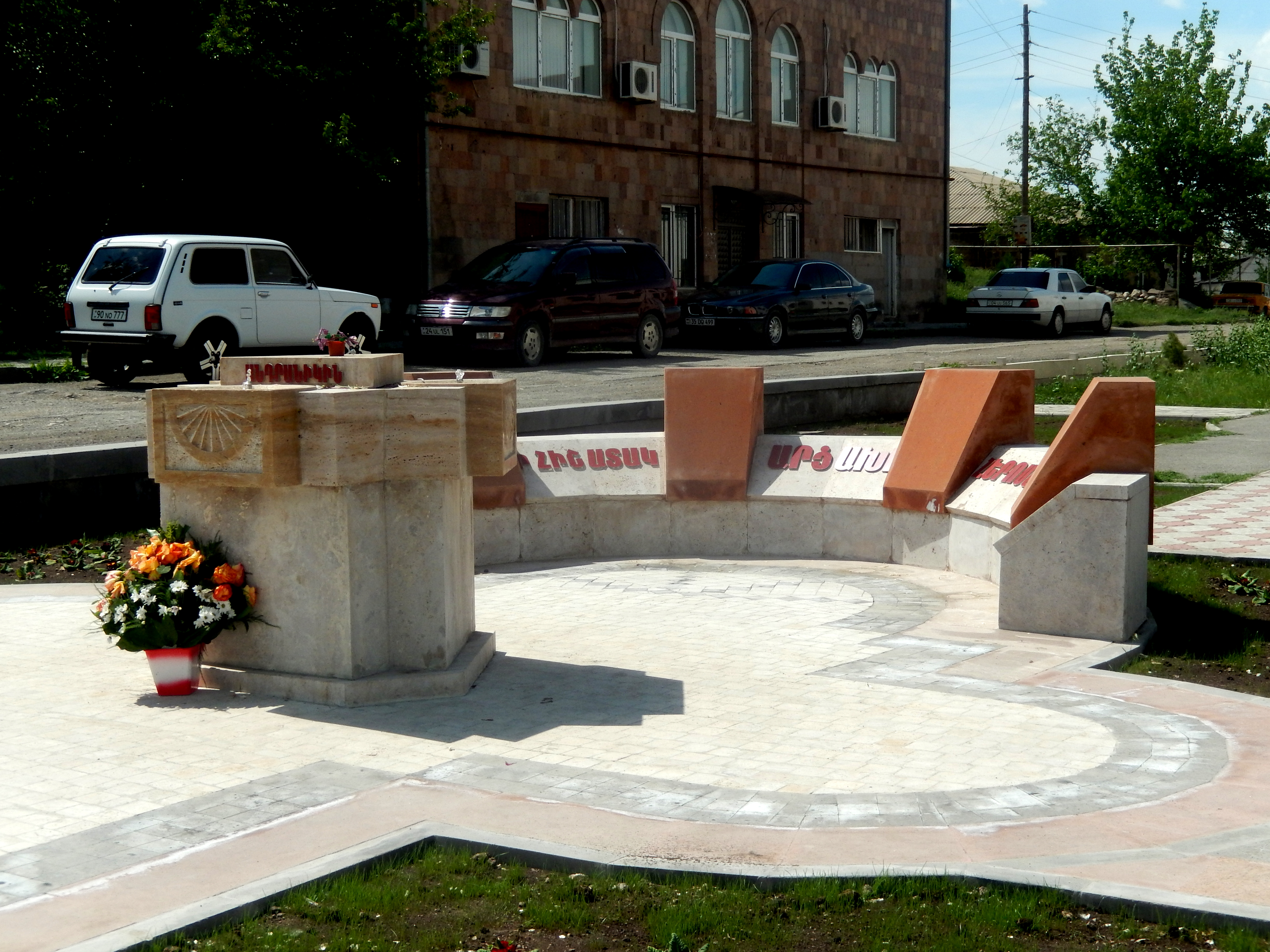
بنیای یادبود آ. زهرابیان در شهر ودی